# Sister Disco
Pistes de Who Are You
905 Music Must Change
Sister Disco est une chanson des Who. Écrite par Pete Townshend pour le projet avorté Lifehouse, elle est finalement parue en 1978 sur l'album Who Are You. La démo originale de Townshend est depuis parue dans le coffret The Lifehouse Chronicles (2000).

## Musiciens
- Roger Daltrey : chant
- John Entwistle : basse
- Keith Moon : batterie, percussions
- Pete Townshend : guitare, synthétiseur ARP 2500, chant